# Monty Python : La Vie de Brian
Pour plus de détails, voir Fiche technique et Distribution.
Monty Python : La Vie de Brian (Monty Python's Life of Brian) est un film comique britannique sorti en 1979. Il a été réalisé par Terry Jones, membre du groupe comique britannique Monty Python, et écrit par les membres du groupe, dont Graham Chapman, John Cleese, Terry Gilliam, Eric Idle et Michael Palin.
Le film, qui a suscité des controverses lors de sa sortie en raison de son contenu jugé blasphématoire par certains groupes religieux, est aujourd'hui considéré comme un classique du genre et salué pour son humour et sa satire sociale.

## Synopsis

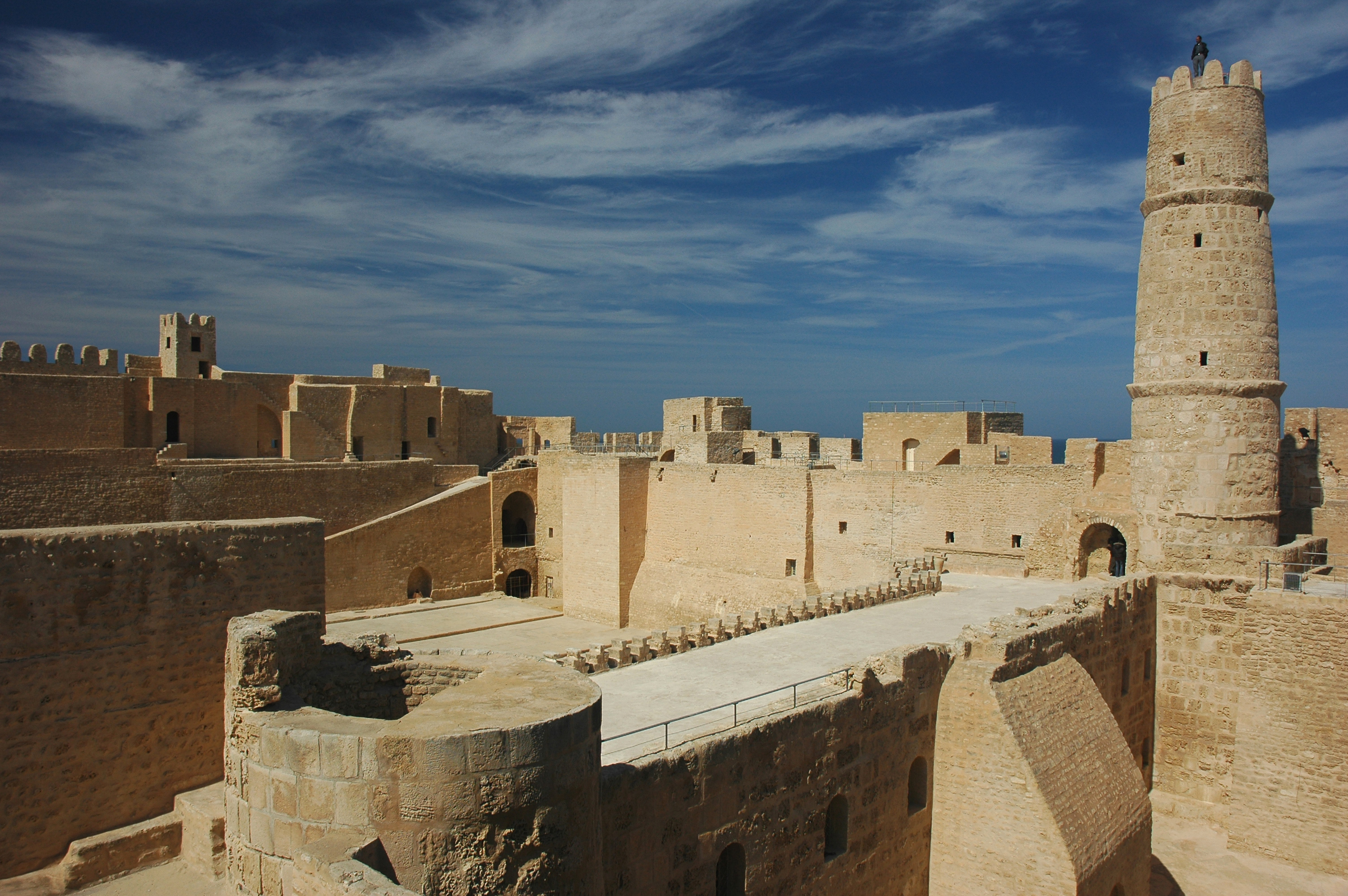
Ribat de Monastir en Tunisie, lieu de tournage de certaines scènes du film.

Dans une étable proche de celle de Jésus de Nazareth, naît Brian Cohen. Les Rois mages qui ont suivi l'étoile se trompent d'étable et commencent à rendre hommage à Brian. Sa mère les accueille très discourtoisement et essaie de les flanquer à la porte. Son comportement change quand elle reçoit les cadeaux précieux (de l'or, de l'encens, de la myrrhe) que les mages ont apportés. Mais ceux-ci comprennent ensuite leur erreur, reprennent les cadeaux et vont rendre hommage au « vrai messie », Jésus-Christ.
Trente-trois ans ont passé. Brian et sa mère vont écouter le Sermon sur la montagne de Jésus de Nazareth, puis vont assister à la lapidation d'un blasphémateur. Revenant chez eux, ils rencontrent des malades et des mendiants, notamment un « ex-lépreux », qui maudit Jésus de l'avoir guéri.
Comme la majorité des Juifs, Brian hait les Romains, bien que sa mère lui apprenne qu'en fait, son père est un centurion romain, qui ne l'a nullement violée.

Romanes eunt domus après les corrections du soldat romain.

Brian gagne de l'argent en vendant des friandises dans l'amphithéâtre (en réalité des organes de gladiateurs morts ramassés par sa mère). Là, il rencontre les militants du « Front Populaire de Judée » (FPJ), alors qu'ils discutent du souhait de l'un d'eux, Stan, de devenir une femme, « Loretta ». Il devient membre du groupe, après avoir passé, de manière burlesque, l'épreuve de courage : écrire « Romains, rentrez chez vous » en latin sur le mur du palais du gouverneur. Surpris par une patrouille, il se voit donner une leçon de latin par le centurion qui lui explique qu'il ne faut pas écrire « Romanes eunt domus », mais « Romani ite domum » et lui donne cela à écrire cent fois, ce qu'il fait sous la garde de deux soldats pendant le reste de la nuit.
La première mission de l'organisation terroriste a pour but l'enlèvement de la femme du gouverneur Ponce Pilate. Mais ils échouent car, entrés dans le palais, ils rencontrent des militants de l'organisation « Galilée libre » qui a le même but qu'eux. Ils se battent et s'entretuent sous les yeux étonnés de deux légionnaires. Brian, qui était le seul à vouloir une entente entre les deux groupes, survit. Il fuit et se retrouve, après être tombé d'une tour, dans un ovni. Cet ovni est poursuivi puis abattu par un autre et finalement s'écrase à l'endroit où Brian avait embarqué.
Brian est alors poursuivi par les gardes romains. Il tente de se camoufler avec une barbe postiche achetée au marché. Mais le marchand le contraint à marchander le prix qu'il a demandé, une entreprise de longue haleine. Finalement le marchand se tourne pour rendre la monnaie et Brian en profite pour s'enfuir avec la barbe et une gourde que le marchand lui a données en cadeaux.
Il arrive au quartier général secret du FPJ. Ses collègues, le croyant mort, ne sont pas très heureux de le voir car ils craignent que leur Q.G. soit découvert par les Romains, ce qui arrive effectivement. Un officier romain frappe à la porte. Le vieux Mathias ouvre et pendant qu'une vingtaine de soldats fouille le petit logement, Mathias entame une conversation sur les différentes tortures romaines. Selon lui, la crucifixion est une des plus confortables car on y est au grand air.
Bien que les cachettes des hommes du FPJ soient ridicules, les soldats romains ne les trouvent pas. Ils quittent les lieux et Brian est sommé de s'expliquer. Mais avant qu'une discussion puisse se développer, les soldats reviennent, fouillent de nouveau et ne trouvent qu'une cuillère de bois à l'endroit qu'ils avaient oublié de contrôler. Mais le balcon sur lequel Brian est caché se brise.
Il se retrouve sur la tribune d'un orateur fou qu'il a heurté dans sa chute. Il commence à prêcher pour ne pas être découvert par les Romains. Une foule de gens se rassemble pour l'écouter. Mais après le départ des Romains, il cesse de parler au milieu d'une phrase. La foule qui croit que Brian connaît la formule de la vie éternelle, exige qu'il la finisse et continue sa révélation. Brian essaie d'expliquer qu'il ne sait rien sur ce sujet et s'enfuit pour ne plus être importuné. Mais la foule court après lui et le suit jusqu'au désert, portant la gourde et la babouche de Brian comme des reliques sacrées.
Là, il rencontre un vieil homme assis dans un trou creusé dans la terre et le rejoint pour se cacher. Mais il lui écrase le pied et le vieillard commence à crier, ce qui ne lui était pas arrivé depuis dix-huit ans qu'il avait fait vœu de silence. Les pèlerins du « messie » Brian le retrouvent et lui demandent des signes et sa bénédiction à la suite du miracle qu'il a accompli.
Après une nuit passée avec Judith, la seule femme du FPJ, Brian découvre une foule immense rassemblée sous sa fenêtre et attendent sa parole. Brian les exhorte à penser par eux-mêmes, la foule répète paradoxalement ses paroles de manière machinale. Brian est finalement arrêté par les Romains et condamné à la crucifixion.
Judith essaie d'obtenir l'aide immédiate des militants du FPJ, mais ils ne veulent pas brusquer les choses : ils doivent discuter avant de procéder au vote sur différentes motions.
Selon la tradition, Pilate a promis de libérer un condamné et, après avoir désigné des gens qui ne sont pas prisonniers des Romains, le peuple choisit Brian pour ridiculiser le gouverneur une dernière fois, sachant que celui-ci ne sait pas prononcer les R correctement.
Les soldats romains arrivent sur le lieu où les condamnés, notamment Brian, sont déjà en croix et appellent Brian pour le libérer : occupé à jurer, il ne les entend pas, son voisin se fait passer pour lui et est libéré à sa place. Brian voit arriver plein d'espoir ses amis du FPJ, qui le félicitent pour son glorieux combat, puis chantent For He's a Jolly Good Fellow avant de s'en aller ; puis Judith, qui le félicite aussi. Puis arrivent les kamikazes du Front du peuple judéen (un groupe rival), qui se font hara-kiri à ses pieds, puis sa mère, mais celle-ci se contente de lui dire qu'elle savait qu'il finirait ainsi : personne ne le libérera.
Le film se termine avec la chanson Always Look on the Bright Side of Life interprétée en chœur par les crucifiés tandis que les kamikazes battent la mesure d'un pied.

## Fiche technique
- Titre : Monty Python : La Vie de Brian ou La Vie de Brian
- Titre original : Monty Python's Life of Brian ou Life of Brian
- Réalisateur : Terry Jones
- Scénario : Les Monty Python soit Graham Chapman, John Cleese, Eric Idle, Terry Gilliam, Terry Jones et Michael Palin
- Production : John Goldstone
  - Producteur associé : Tim Hampton
  - Producteurs exécutifs : George Harrison, Denis O'Brien et Tarak Ben Ammar (Tunisie)
- Montage : Julian Doyle
- Directeur de la photographie : Peter Biziou
- Effets visuels : Roger Pratt et Valerie Charlton
- Animation : Terry Gilliam
- Direction artistique : Roger Christian
- Décors : Terry Gilliam
- Costumes : Charles Knode et Hazel Pethig
- Musique : Geoffrey Burgon
- Format : Couleurs - Dolby Stereo - 1.85 : 1 - 35 mm
- Sociétés de production : HandMade Films et Python (Monty) Pictures
- Sociétés de distribution :  États-Unis : Cinema International Corporation et  France : Compagnie française de distribution cinématographique
- Pays de production :  Royaume-Uni
- Langues : anglais, latin
- Genre : comédie
- Durée : 1 h 34
- Public : Tous publics
- Dates de sortie : 
  - États-Unis : 17 août 1979
  - Royaume-Uni : 8 novembre 1979
  - France : 8 avril 1980
  - Belgique : 5 juin 1980

## Distribution
Le doublage français du film n'a été effectué que dans les années 2000.
- Graham Chapman (VF : Bernard Métraux) : Brian, le troisième roi mage, Bitus Grossus
- John Cleese (VF : Michel Prud'homme) : le premier roi mage, Reg, un officiel juif à la lapidation, un centurion à la cour, Arthur...
- Terry Gilliam : un révolutionnaire du commando masqué, un prophète de sang et de tonnerre, Geoffrey, le géôlier, Frank, un crucifié...
- Eric Idle (VF : Gilles Laurent) : Cheeky, Stan alias Loretta, Harry l'homme qui marchande, Otto, Frisbee, l'assistant du géôlier, le crucifié chanteur...
- Terry Jones (VF: Michel Mella) : Mandy Cohen la mère de Brian, Colin, Simon le saint homme, Bob Hoskins...
- Michael Palin (VF : Pierre-François Pistorio) : Ponce Pilate, le troisième roi mage, Nisus Wettus, Mr. Gros Nez,Francis, Mrs. A, l'ex lépreux, l'annonceur, Ben, le prophète ennuyeux, Eddie, le suiveur de chaussures
- Sue Jones-Davies (VF : Danièle Douet) : Judith
- Spike Milligan : Spike
- Kenneth Colley : Jésus
- Terence Bayler (VF : Vincent Violette) : Gregory
- Carol Cleveland (VF : Marie Vincent) : Mrs. Gregory
- Neil Innes : le mauvais samaritain
- Charles McKeown : le faux prophète, l'aveugle, un garde qui rit...
- Andrew MacLachlan : un assistant officiel des Stoners / un garde rigolo

## Non crédités
- George Harrison : Papadopoulis
- Charles Knode : un passant

## Production

### Origine
Après le succès de Sacré Graal !, un reporter demanda à Idle quel serait le titre de leur prochain film. Bien qu'il n'ait même pas encore été question d'un autre film, Idle répondit au hasard « Jésus-Christ ou la Soif de gloire »,, réponse qui devint la réponse officielle des membres du groupe quand ils découvrirent qu'elle faisait taire les journalistes. De fil en aiguille, l'équipe commença à envisager initialement un film qui se moquerait de la vie du Christ de la même façon que Sacré Graal ! avait ridiculisé celle du roi Arthur. Toutefois, bien que non-croyants, ils décidèrent qu'après tout Jésus était « quelqu'un de bien » et ne trouvèrent rien à ridiculiser dans ses enseignements. D'un autre côté, ils se méfiaient des religions et décidèrent donc de faire une satire moquant la crédulité et l'hypocrisie des adorateurs d'un messie improbable.
Le projet s'est dès lors déplacé sur un individu né en même temps, dans une étable avoisinante, et pris par erreur pour le messie. De fait, quand Jésus apparaît dans le film prêchant le Sermon sur la montagne, le comédien Kenneth Colley est parfaitement sérieux. L'humour s'installe seulement quand les badauds postés trop loin comprennent ses propos de travers.

### Financement et attribution des rôles
L'équipe décida d'écrire le script durant une période courte et loin des interruptions quotidiennes du Royaume-Uni. Ils se basèrent dans les Caraïbes pour écrire le scénario. Après l'expérience déplaisante qu'avait été le tournage rustique de Sacré Graal !, ils choisirent de tourner le film suivant en Tunisie. Par contraste avec le film précédent, beaucoup des Pythons considèrent ce tournage comme l'un des plus agréables du groupe et apprécièrent que le script ne soit pas décousu par assemblage de sketches sans rapport évident les uns en suite des autres. C'était pour eux un vrai film avec une histoire et non un film à sketches comme Sacré Graal ! ou The Meaning of Life (cf. interview John Cleese annexé au DVD). Mais le président du conseil d'administration d'EMI Films (en), Lord Bernard Delfont, paniqua en lisant le script, et refusa soudain d'avancer les fonds comme promis, juste avant que le tournage commence. Le projet fut sauvé par George Harrison, qui créa immédiatement Handmade Films afin de financer, en puisant dans sa fortune personnelle et en hypothéquant sa maison, La Vie de Brian - dont le budget était estimé à 5 millions de livres,. Il a affirmé plus tard qu'ayant lu le script, il voulait voir le film. Ce qui permit de dire aux Pythons que ce fut le billet de cinéma le plus cher jamais acheté,. La dernière ligne audible du dialogue, par-dessus la chanson finale, est d'ailleurs : « Savez-vous qui a payé pour ces âneries ? Ils ne vont jamais revoir leur argent [...] Je leur ai dit, Bernie... ».
Jones et Gilliam s'étant souvent disputés en coréalisant Sacré Graal !, il fut décidé que cette fois Jones serait le seul metteur en scène. Initialement, Cleese voulait prendre le rôle de Brian mais les autres préférèrent Chapman qui les avait impressionnés par sa « noble » prestance dans le rôle du roi Arthur. (Qui plus est, pendant les répétitions Cleese avait particulièrement brillé dans le rôle de l'activiste Reg qui apparaît dans les mêmes scènes.) À l'exception de Chapman, qui ne joua que Brian, Biggus Dickus et l'un des Rois mages, les membres de l'équipe jouèrent environ quarante rôles à eux cinq. La Vie de Brian eut aussi droit à une courte participation de George Harrison, ainsi que de Spike Milligan, qui se trouvait par hasard en vacances en Tunisie. Keith Moon aurait aussi dû faire une apparition, mais il décéda avant le tournage de sa scène. La version publiée du script lui est dédiée.

## Réception
Le film sortit en salle au Royaume-Uni le 8 novembre 1979 et en France le 8 avril 1980.
Lors de la distribution du film, de nombreux groupes chrétiens protestèrent, criant au blasphème, particulièrement choqués par la scène finale où les victimes d'une crucifixion de masse chantent (la chanson d'Idle Always Look on the Bright Side of Life). Lors de sa sortie initiale au Royaume-Uni, le film fut interdit par plusieurs conseils municipaux (dont plusieurs dans des localités dépourvues de salle de cinéma). Des militants distribuèrent des pamphlets devant les cinémas, offrant de facto un tapage publicitaire gratuit au film (Effet Streisand).
La Vie de Brian fut interdit pendant huit ans en Irlande, et pendant un an en Norvège (la publicité en Suède annonça : « le film tellement drôle que les Norvégiens ont dû l'interdire »). Le film ne fut pas distribué en Italie avant 1990, onze ans après sa sortie. Le film fut interdit à Jersey jusqu'en 2001, et même alors, il fut interdit aux moins de dix-huit ans. Il fut aussi interdit dans certaines villes de Grande-Bretagne comme à Bournemouth.

### Critiques
Peu après la sortie du film au Royaume-Uni, Cleese et Palin participèrent à un débat sur son supposé caractère blasphématoire dans Friday Night, Saturday Morning (en), une émission de la BBC2 animée par Tim Rice. Le journaliste Malcolm Muggeridge et Mervyn Stockwood (en), l'évêque de Southwark, attaquèrent avec mépris le film et ses auteurs. Cleese a souvent expliqué qu'il avait aimé le débat, car il trouvait le film « intellectuellement défendable » (il déclara aussi dans une émission de Dick Cavett : « Soit ces gens sont stupides, ce qui n'est manifestement pas le cas, soit la rage les rend incapables de réfléchir, car en vérité ils m'ont fait gagner beaucoup d'argent »). Palin, par contre, était visiblement hors de lui.
L'équipe de Not the Nine O'Clock News s'amusa peu après à reprendre le sujet de cette polémique, en l'inversant : un évêque réalisateur d'un film intitulé La Vie du Christ, interprété par Rowan Atkinson, est pris à partie par un des adeptes des Monty Python qui lui reproche de ridiculiser les membres du groupe et de minimiser les souffrances que le messie de l'humour (John Cleese) a endurées pour eux ; lorsque l'évêque rétorque que son film n'est pas à propos des Monty Python, son contradicteur lui répond que c'est pourtant évident puisque son personnage principal porte les mêmes initiales que John Cleese.
Les Python ont toujours défendu — notamment dans les making of des DVD — l'idée que le film est hérétique plutôt que blasphématoire, car il se moque des pratiques religieuses plus que de Dieu lui-même. En comparaison de leur film précédent Monty Python : Sacré Graal !, Monty Python : La Vie de Brian est nettement plus scénarisé, tandis que l'humour y est moins absurde (nonsense) que satirique. Il tend à tourner en dérision différents tabous comme la croyance aveugle de certains groupes ou personnes en matière de religion, la supériorité supposée de certaines civilisations — romaine, entre autres — et souligne en la caricaturant à outrance la complexité du contexte historique, politique et confessionnel de l'époque et des lieux hautement symboliques où se déroulent les événements. L'intervention du hasard y prend une part évidente. On peut en conclure qu'il s'agit moins d'une charge contre la religion en soi, qu'une divertissante mise en lumière de la nature humaine dans sa recherche frénétique et maladroite de réponses spirituelles à sa condition malheureuse[réf. nécessaire].
Le film a également bénéficié d'un budget plus important que son prédécesseur, améliorant les conditions de tournage et sa qualité finale.
En septembre 2011, Time Out London publie un top 100 des meilleurs films comédie ; le film se retrouve en 3e position.

### Vidéographie
- DVD zone 2 : Monty Python Life of Brian. La Vie de Brian, Columbia Tristar Home Entertainment, 2003,  (EAN 8712609056426) (en supplément de l'édition, le documentaire Les Monty Python)